# UPRONA
UPRONA (Union pour le Progrès National) is een politieke partij in Burundi die in 1960 werd opgericht door kroonprins Louis Rwagasore. Rwagasore streefde naar een onafhankelijk Burundi gebaseerd op samenwerking tussen de verschillende bevolkingsgroepen (Hutu's, Tutsi's en de Twa). De kroonprins werd in 1961 vermoord door politieke tegenstanders. Na de staatsgreep van 1966 door een groep jonge militairen onder leiding van kapitein Michel Micombero maakte een einde aan de monarchie. Micombero maakte van de UPRONA de enige toegestane partij van het land en een krachtig pleitbezorger van het Tutsi-minderheidsregime. President Pierre Buyoya, aan de macht sinds 1987 liberaliseerde het regime en stond in 1992 de vorming van oppositiepartijen toe. Bij de eerste democratische verkiezingen van 1993 werd Buyoya verslagen door een kandidaat van de Hutu-partij FRODEBU.

## Ideologische verschuivingen
Tot 1966 was de partij voorstander van het behouden van de monarchie, maar men streefde wel naar inperking van de macht van de mwami. De partij was verdeeld in een progressief blok, de Casablanca-groep en een conservatief blok, Monrovia-groep. De Casablanca-groep was vernoemd naar een bijeenkomst van progressieve Afrikaanse landen in Casablanca in 1961 en de Monrovia-groep was vernoemd naar een bijeenkomst van behoudzuchtige Afrikaanse landen in Monrovia, eveneens in 1961. Deze laatste groep kon rekenen op steun van de koning (mwami) en telde zowel gematigde Tutsi's (ganwa) als gematigde Hutu's onder haar leden. De Casablanca-groep bestond bijna geheel uit geradicaliseerde Tutsi's waarvan sommigen afkomstig waren uit achtergestelde clans, zoals de Hima.
Na staatsgreep van 1966 en de instelling van de republiek besloten Micombero en de zijnen de partij te handhaven en geleidelijk aan te zuiveren van Hutu's en gematigde Tutsi's. Onder Micombero omarmde UPRONA een buitenlands beleid dat gericht was op neutraliteit, maar wel wat meer ten gunste van het Westen. Na de genocide van 1972 verminderde de economische hulp van het Westen en richtte Micombero zich meer op het Oostblok, vooral voor wapens. Op binnenlands gebied voerde hij consequent een beleid van het handhaven van de machtspositie van de Tutsi's. De traditionele Tutsi elite moest echter plaatsmaken voor een nieuwe elite die kwam bestaan uit Hima-Tutsi's, die tot dan toe achtergesteld waren t.o.v. andere Tutsi-clans. Bij de genocide van 1972 vond met goedvinden van een deel van UPRONA een etnische zuivering plaats onder de Hutu-meerderheid van Burundi. Een ander deel van de partij keerde zich geleidelijk aan tegen Micombero en zijn kliek en in 1976 pleegde Jean Baptiste Bagaza (Hima-Tutsi) een staatsgreep en kwam aan de macht. De autoritaire Bagaza streefde intensivering van de betrekkingen met Oostblokstaten na en op binnenlands gebied vond een verschuiving naar links plaats. In 1977 werden de herendiensten voor Hutu's afgeschaft en met de mond beleed UPRONA een beleid van verzoening tussen Hutu's en Tutsi's en "Afrikaans socialisme." Later verslechterden de betrekkingen tussen Bagaza en andere landen zo erg, dat hij alleen maar kon rekenen op wat steun van de Volksrepubliek China, Noord-Korea en Libië. Met Zaïre en Rwanda verkeerde Burundi zich op voet van oorlog. Aan zijn impopulaire beleid kwam in 1987 een einde toen majoor Pierre Buyoya (Hima-Tutsi) de macht overnam na het plegen van een coup. Buyoya voerde voorzichtige democratische hervormingen door en hij maakte werk van het verbeteren van de relaties tussen Hutu's en Tutsi's. Het nationalisme van UPRONA werd nu inclusief, nationalisme voor Hutu's en Tutsi's. Buyoya, bevriend met een aantal belangrijke katholieke geestelijken, verbeterde de betrekkingen met de Rooms-Katholieke Kerk waarmee de Tutsi-nationalisten van UPRONA al sinds de beginjaren van de republiek mee overhoop lagen. De Kerk werd gezien als pro-Hutu en anti-Tutsi. Het antiklerikale beleid dat Bagaza voerde werd gerechtvaardigd met de gedachte dat de Kerk altijd de kans koos van de Hutu's.
Volgens Donald I. Ray, in zijn boek de Dictionary of The African Left (1989), bevat de politieke oriëntatie van de partij "linksnationalistische elementen" en is de partijstrategie gebaseerd op "het in stand houden van het regime, ook middels massamoorden op de Hutu burgers door de Tutsi militairen gedomineerde adel."
Radicale (Tutsi-)leden van de UPRONA waren in 1972 en 1988 betrokken bij de massamoorden op de Hutu's.
De UPRONA vertegenwoordigt vooral de belangen van de Tutsi bevolkingsgroep.

## Verwijzingen
1. ↑  D.I. Ray: Dictionary of the African Left, University of Calagry 1989, p. 222
2. ↑  W. Weinstein: Historical Dictionary of Burundi, Scarecrow Press, Inc., Metuchen, N.J. 1976, p. 105
3. ↑  Weinstein 1976:160
4. ↑  Benaming voor de aan het koningshuis gelieerde adel
5. ↑  Maar uiteindelijk bleef alles bij het oude: de Tutsi-minderheid die regeerde over de Hutu-meerderheid.
6. ↑  Ray 1989:222
7. ↑  Veel Tutsi's die het regime steunden waren echter niet afkomstig uit de adel, maar uit achtergestelde Tusti-clans uit het noorden, die echter wel, toen ze eenmaal de macht hadden overgenomen, als een soort nieuwe aristocratie over de Hutu's regeerden. Over het algemeen is de omschrijving van Ray juist: linkse retoriek, rechts beleid.